# Selga arizonella
Selga arizonella är en fjärilsart som beskrevs av George Duryea Hulst 1900. Selga arizonella ingår i släktet Selga och familjen mott. Inga underarter finns listade i Catalogue of Life.